# Umbravirus
Sous-famille
Genre
Espèces de rang inférieur
- espèce-type : Carrot mottle virus

Umbravirus est un genre de virus appartenant à la famille des Tombusviridae, sous-famille des  Calvusvirinae, qui contient 9 espèces acceptées par l'ICTV. Ce sont des virus à ARN à simple brin de polarité positive (ARNmc), rattachés au groupe IV de la classification Baltimore. 
Ces virus infectent les plantes (phytovirus), chaque espèce ayant une gamme d'hôtes restreinte. L'infection nécessite l'intervention d'un virus assistant de la famille des Luteoviridae.    

## Étymologie
Le nom générique, « Umbravirus », dérive du terme latin, umbra, désignant l'ombre ou le convive parasite qu'un invité invite de son propre chef, en référence à l'encapsidation de l'ARN viral par les protéines d'un autre virus.

## Structure
Les particules sont des virions non-enveloppés, parasphériques, à symétrie icosaédrique (T=3), d'environ 25 à 30 nm  de  diamètre. La capside est composée de 180 molécules de la protéine de capside, provenant d'un virus auxiliaire (hétéro-encapsidation).
Le génome, monopartite, est constitué d'ARN linéaire à simple brin de sens positif, dont la taille est d'environ 4,0 à 4,2 kbases. Ce génome ne code pas pour une protéine de capside. Ces virus sont encapsidés par la protéine de capside exprimée par des virus auxiliaires  (transmis par les pucerons) des genres Enamovirus et Polerovirus (famille des Luteoviridae). L'encapsidation par les protéines des virus auxiliaires est nécessaire pour assurer la transmission par les pucerons,.

## Liste des espèces
Selon ICTV :
- Carrot mottle mimic virus (CMoMV)
- Carrot mottle virus (CMoV)
- Ethiopian tobacco bushy top virus (ETBTV)
- Groundnut rosette virus (GRV)
- Lettuce speckles mottle virus (LSMV)
- Opium poppy mosaic virus (OPMV)
- Pea enation mosaic virus 2 (PEMV)
- Tobacco bushy top virus (TBTV)
- Tobacco mottle virus (TbMoV)